# Galeodes indicus
Galeodes indicus är en spindeldjursart som beskrevs av Pocock 1900. Galeodes indicus ingår i släktet Galeodes och familjen Galeodidae. Inga underarter finns listade i Catalogue of Life.